# Wratislavia Cantans
Il Festival Internazionale Wratislavia Cantans "Andrzej Markowski" si svolge ogni anno, nel mese di settembre, nella città di Breslavia e nella regione della Bassa Slesia, organizzato dal Forum Musicale Internazionale “Witold Lutosławski” di Breslavia.
Il nome “Wratislavia Cantans” significa, in latino, “Breslavia Cantante”. L’evento, fin dall’inizio, si concentra sulla presentazione della bellezza della voce umana. I concerti, ogni anno, attirano migliaia di appassionati presso le sale del Forum Musicale Internazionale e gli interni monumentali dei palazzi storici di Breslavia e di varie città della Bassa Silesia. Nelle ultime edizioni, il festival ha visto la presenza di ospiti quali: Philippe Herreweghe, sir John Eliot Gardiner, Zubin Mehta, Cecilia Bartoli, Julia Lezhneva, Philippe Jaroussky, Mariusz Kwiecień, Jordi Savall, Marcel Pérès, nonché di gruppi come: Israel Philharmonic Orchestra, Collegium Vocale Gent, Akademie für Alte Musik Berlin, Monteverdi Choir, Gabrieli Consort & Players, Il Giardino Armonico, The Swingle Singers, English Baroque Soloists.
Dal 2008, il direttore generale del festival è Andrzej Kosendiak, mentre il ruolo di direttore artistico, dal 2013, viene svolto dal grande direttore d'orchestra e musicista italiano Giovanni Antonini.
Luoghi dei concerti
Gli eventi del festival, fin dall'inizio, si svolgono negli interni degli edifici storici di Breslavia. Tra di essi, ricordiamo i seguenti santuari: basilica di S. Elisabetta, cattedrale di S. Maria Maddalena, cattedrale di S. Giovanni Battista, chiesa universitaria del Santissimo Nome di Gesù, chiesa evangelico-asburgica della Divina Provvidenza, collegiata del Santo Crocefisso e di S. Bartolomeo, Sinagoga della Cicogna Bianca, nonché presso il Municipio e le aule universitarie (Aula Leopoldina, Oratorium Marianum). In passato, i concerti si sono svolti anche presso la Sala Concerti di Radio Breslavia e la sala dell'ex Filarmonica di Breslavia.
Oltre a Breslavia, anche altre città della Bassa Slesia e della Grande Polonia ospitano importanti concerti. Tra di esse ricordiamo: Bardo, Bielawa, Bolesławiec, Brzeg, Dzierżoniów, Głogów, Jelcz-Laskowice, Jelenia Góra, Kalisz, Kamieniec Ząbkowicki, Kłodzko, Krotoszyn, Krzeszów, Legnica, Lubiąż, Lubomierz, Milicz, Oleśnica, Oława, Polkowice, Prochowice, Strzegom, Szczawno-Zdrój, Syców, Środa Śląska, Świdnica, Trzebnica, Wałbrzych, Zgorzelec e Żmigród.
Manifesti del festival
I creatori dei manifesti del festival sono noti artisti polacchi quali, ad esempio: Rafał Olbiński, Eugeniusz Get-Stankiewicz, Lech Majewski e Michał Batory.
Appartenenza alle organizzazioni internazionali
Nel 1978, il festival Wratislavia Cantans è divenuto parte della European Festivals Association (EFA). In questo modo, l’evento ha assunto un carattere internazionale (anche se gli artisti esteri erano presenti fin dall'inizio della manifestazione). Nel 1998, il festival è entrato a far parte dell’International Society for the Performing Arts (ISPA). Il festival appartiene anche al Music Masters on Air (MusMA). Negli anni 2015-2018, il festival Wratislavia Cantans ha ricevuto i riconoscimenti di Europe for Festivals, Festivals for Europe Label (EFFE Label).

## Storia
Wratislavia Cantans è un’iniziativa nata nel 1966 come festival dedicato agli oratori e alle cantate, ideato da Andrzej Markowski, compositore e direttore d'orchestra, nonché direttore, dal 1965, della Filarmonica di Breslavia – primo organizzatore dell'evento. Andrzej Markowski svolse la funzione di direttore del festival per undici anni. Dal 1978 al 1996, la direzione fu affidata a Tadeusz Strugała, che aggiunse nuovi elementi alla manifestazione: musica etnica, musica di varie religioni, esposizioni integrative, proiezione di film dedicati ad argomenti musicali, tornei di controtenori presso il Castello dei Piast di Slesia a Brzeg, laboratori condotti da ricercatori di spicco, sessioni di studio e il corso di interpretazione della musica da oratorio.
Dal 1991, il principale organizzatore del festival fu il Centro per l'Arte e la Cultura di Breslavia. Negli anni 1995–1998, il festival è stato caratterizzato dal sottotitolo “Musica e belle arti”. Nel 1996, l'organizzazione del festival passò all'Istituto Statale di Cultura “Wratislavia Cantans”, mentre il Festival Internazionale Musica e Belle Arti e la direzione del festival vennero suddivise tra due persone: il direttore generale e il direttore artistico. La carica di direttore generale venne assegnata a Lidia Geringer de Oedenberg, mentre i direttori artistici, durante la sua cadenza, furono Ewa Michnik (dal 1997), Mariusz Smolij (dal 2002) e Jan Latham Koenig (dal 2004). Lidia Geringer de Oedenberg avviò la collaborazione con numerose città della Bassa Slesia, ai fini dell’organizzazione dei concerti fuori dai confini di Breslavia.
Nel 2005, il ruolo di direttore generale del festival passò ad Andrzej Kosendiak, mentre quello di direttore artistico andò a Paul McCreesh. Nel 2014, il Festival Internazionale Wratislavia Cantans e la Filarmonica di Breslavia “Witold Lutosławski” furono unite nell'ente culturale denominato Forum Nazionale della Musica “Witold Lutosławski", che svolge la funzione di organizzatore a partire da quel momento.
Dal 2013, il direttore artistico del festival Wratislavia è Giovanni Antonini – musicista e direttore d'orchestra italiano, creatore e capo dell'orchestra barocca Il Giardino Armonico. Sotto la sua guida si sono svolte le seguenti edizioni del festival: “Viaggio in Italia” (2013), “Dal buio alla luce” (2014), “Viva Wratislavia” (2015; 50º anniversario), “Recitar Cantando” (2017) e “Liberazione” (2018). Nel 2019, il motto del festival è “Sud”.